# Markel Olano Arrese
Markel Olano Arrese (Beasain, Guipúscoa, 2 de juny de 1965) és un polític basc, militant del Partit Nacionalista Basc (PNB) i Diputat General de Guipúscoa des del 23 de juny de 2015 i, anteriorment, des del 6 de juliol de 2007 fins al 23 de juny de 2011. És competent en èuscar, castellà, francés i anglés.
Olano va entrar en política l'any 1980, quan ingresà amb quinze anys a les joventuts del PNB, Euzko Gaztedi Indarra (EGI). Durant els seus anys de militància a EGI, Olano va romandre en càrrecs organics de la formació en Beasain i la comarca del Goierri. Mentres militava a les joventuts, va licenciar-se en filosofia a la Universitat del País Basc (UPB). Ja com a militant del PNB ha tingut diverses responsabilitats orgàniques i públiques. Entre els anys 1996 i 2000 va ser membre del Gipuzko Buru Batzar (GBB), on va ser responsable a l'àrea d'Èuscar, Educació i Cultura. També fou per la mateixa època representant del PNB en la comissió permanent del pacte d'Estella. L'any 200 fou nomenat membre del Euzkadi Buru Batzar (EBB), que llavors dirigia Xabier Arzalluz. A l'EBB, Olano fou responsable de les àrees de Joventut, Èuscar, Cultura, Esports i TICs.
Després de les eleccions forals de 2007, el 6 de juliol del mateix any, la seua candidatura fou la més votada a les Juntes Generals de Guipúscoa i com a resultat d'això, el 12 de juliol Markel Olano fou nomenat Diputat General de la Diputació Foral de Guipúscoa. A les eleccions forals de 2011, Olano tornà a ser cap de llista i candidat a Diputat General pel PNB, però la seua candidatura va perdre contra la de Bildu, sent nomenat Diputat General durant eixa legislatura Martín Garitano Larrañaga. Finalment, a les eleccions forals de 2015, Olano, qui encapçalava per tercera vegada consecutiva les llistes del PNB, fou per primera vegada la llista més votada. El 23 de juny de 2015, Olano fou investit Diputat General amb els vots dels diputats del PNB i del Partit Socialista d'Euskadi-Euskadiko Ezkerra (PSE-EE), amb els quals havia configurat un acord de govern de coalició. Markel Olano es presentà a la reelecció per quarta vegada consecutiva a les eleccions forals de 2019, les quals guanyà i tornà a ser investit Diputat General per tercer mandat (2007-2011, 2015-2019, 2019-2023).